# Château de la Punta
El Château de la Punta se encuentra en Alata (Corsica-du-Sud). Construido a finales del siglo XIX, sufrió graves daños desde el incendio que lo afectó en 1978.

## Historia

### Proyecto y construcción
Para perpetuar la memoria de sus antepasados en Córcega, Charles-Jérôme Pozzo di Borgo, hecho duque por el rey de Nápoles en 1852 en agradecimiento por los servicios prestados a los Borbones, había pedido a sus sobrinos y herederos que reconstruyeran el pueblo de Pozzo di Borgo, cuna de la familia destruida en 1594 por los bárbaros, los habitantes huyeron a la vecina ciudad de Alata.
Debido a la gran aridez de la tierra esto no fue posible, pero para cumplir con esta obligación moral, sin embargo, hicieron construir esta residencia desde 1883 hasta 1891.
El castillo corresponde a la reconstrucción, con sus piedras originales, de uno de los pabellones renacentistas del Palacio de las Tullerías (París), incendiado durante la Comuna.  Tras la decisión de su total demolición por la Cámara de Diputados, el empresario Achille Picard había adquirido, en 1882, las ruinas del palacio, al final de una subasta, por 33 000 francos. Los revendío al por menor; el lote más grande va al duque Jerónimo Pozzo di Borgo (1832-1910) y su hijo, el conde Carlos
Las piedras desmanteladas y levantadas por el arquitecto Albert-Franklin Vincent fueron embaladas y luego transportadas por ferrocarril a Marsella, luego transportadas por barco a Ajaccio; la fortuna de este tío permitió financiar una empresa que requería, para transportar los materiales hasta el lugar elegido, la excavación en la roca de un camino de siete kilómetros.
Esta empresa difícil y costosa no impidió que el duque Pozzo di Borgo renovara la experiencia de 1896 a 1899 haciendo que el arquitecto Louis Dauvergne retirara, transportara y reconstruyera (ampliándolo) el castillo del siglo XVIII de Montretout, en Saint-Cloud en la finca normanda de Dangu, adquirida en 1884, y que Achille Duchêne diseñara el parque.
El grupo esculpido Las cuatro estaciones en la terraza frente al castillo proviene de la escalera principal del Hôtel de Ville de París, incendiado como el Palacio de las Tullerías durante la Comuna.

La puerta del parque se recuperó del Château de Saint-Cloud, que fue destruido durante la guerra franco-prusiana de 1870.

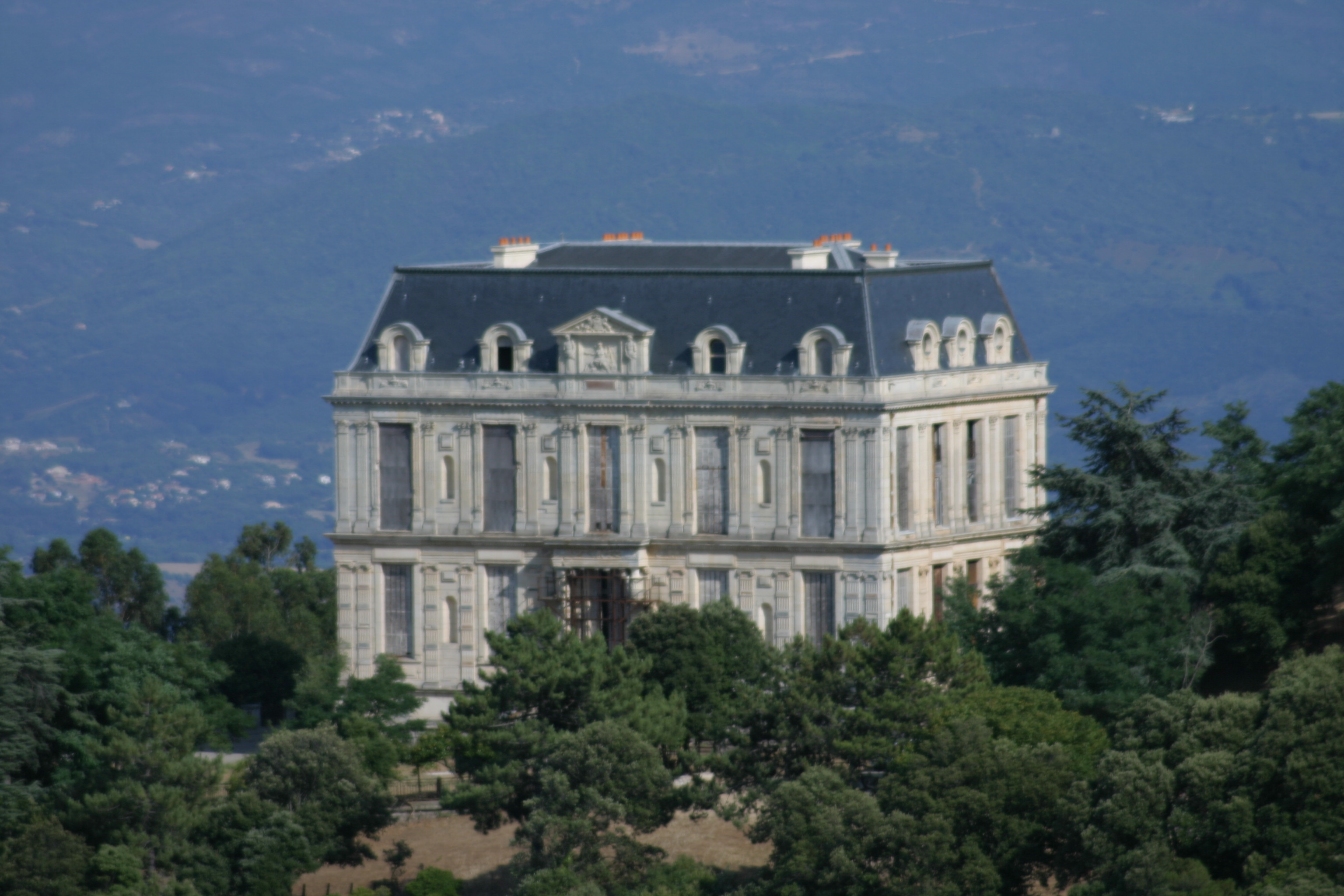
fachada norte
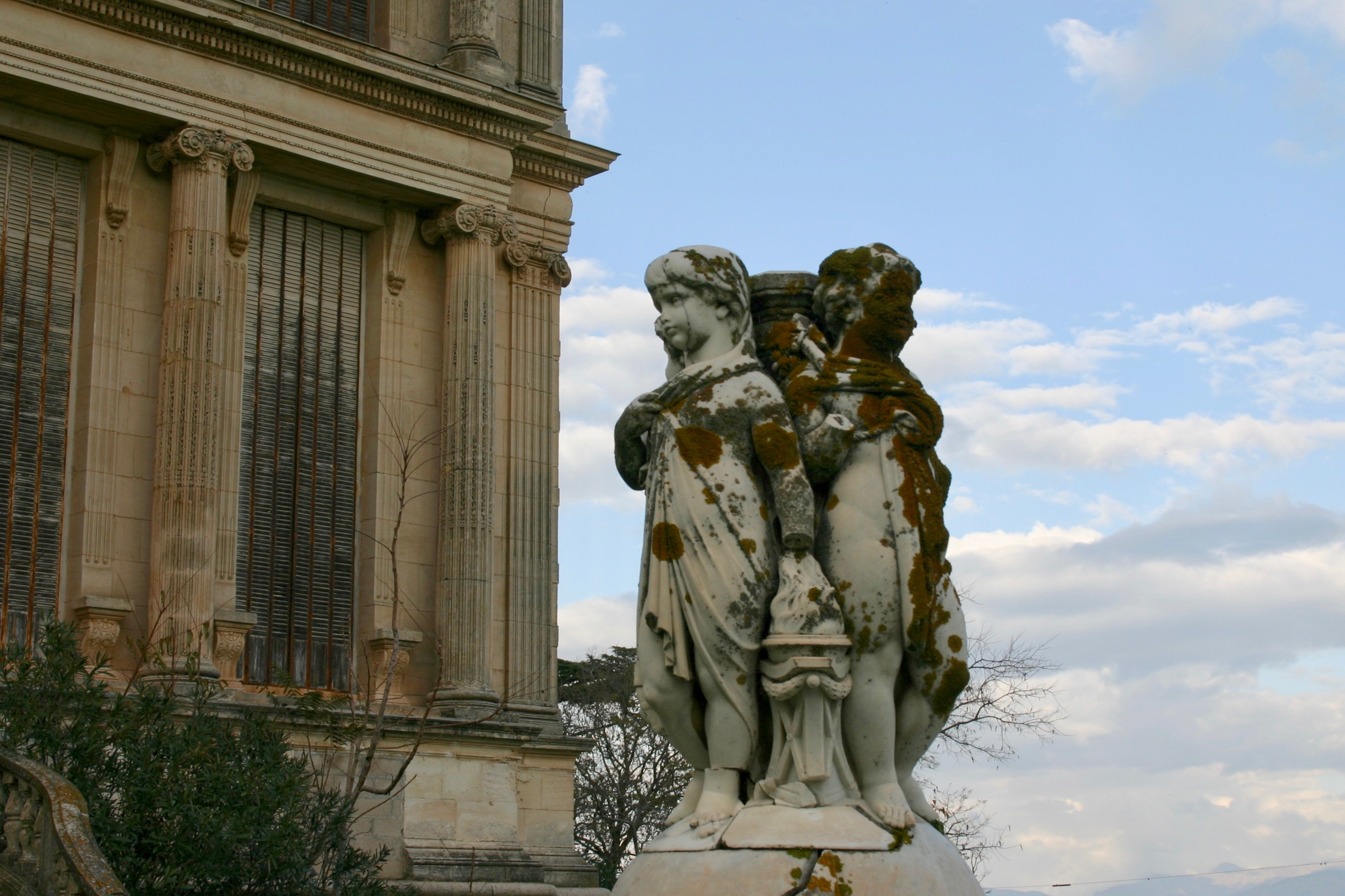
Las cuatro estaciones.

Construido sobre planos del arquitecto Albert Franklin Vincent, el castillo de La Punta se encuentra a 600 mètres sobre el nivel del mar.
Una losa de mármol rojo indica :

Jérôme, el duque Pozzo di Borgo y Carlos, su hijo, hicieron construir este edificio con piedras del Palacio de las Tullerías, incendiado en París en 1871, para preservar para la Patria de Córcega un precioso recuerdo de la Patria francesa. El año del Señor 1891.

El castillo está inspirado en el pabellón bullante del antiguo Palacio de las Tullerías, del que toma parte de las fachadas, integrando otras partes de los distintos pabellones que componían el palacio. Cada una de las fachadas es diferente, lo que ilustra bien el aspecto que presenta el palacio desaparecido. Sin embargo, es más una recreación que una copia.
El panorama es espectacular pero expuesto a todos los vientos. Su ubicación se considera inhabitable debido a su aislamiento (la esposa del conde Carlos sufrió varios abortos cuando intentaba llegar a Ajaccio desde el castillo), por lo que ya no sirve como museo familiar, siendo visitado solo durante la década de 1970, cuando Córcega se convirtió en un popular destino turístico. Mientras tanto, sin embargo, el aire del mar cargado de sal ha comenzado a carcomer la piedra.

### Desde la década de 1970
En 1978, un incendio en los matorrales circundantes alcanzó el castillo y destruyó su armazón y su techo, lo que provocó su cierre.
En 1991, el castillo así dañado y su parque de 40 hectáreas fueron adquiridos por el consejo general de Corse-du-Sud por la suma de 10 millones de francos (sin los muebles, que fueron trasladados a París y al museo Fesch en Ajaccio) ; en 1996 se reemplazó la estructura de madera destruida por una estructura de metal, postes que enmascaraban los lucernarios que, desprovistos de carpintería, se cerraron con plexiglás y se instaló un nuevo techo.
La destrucción de la cubierta durante dieciocho años y la consiguiente infiltración de agua, el clima mediterráneo, el paso del tiempo, han provocado un importante deterioro del edificio, que hoy requiere una obra de rehabilitación muy importante.
La terraza grande fue catalogada en el Inventario Suplementario de Monumentos Históricos el 27 de julio de 1970, luego se clasificaron como monumento histórico las fachadas, el vestíbulo, la escalera, el salón pequeño, el salón grande, el comedor y la biblioteca. 7, 1977.
Se han mencionado varios proyectos de rehabilitación (hotel, teatro, museo, etc.), pero es la comunidad de Córcega, que ahora lo posee y que evoca la creación de un jardín botánico en el terreno contiguo al edificio, que es actualmente en proceso de restauración. Los servicios trabajan en un proyecto que tiene en cuenta la especificidad del lugar, su historia y su entorno natural.

## Arquitectura
En 1899, un artículo de la revista Le Magasin pittoresque describía la propiedad y sus colecciones. Hacia 1965, la decoración interior -hoy muy deteriorada- y el mobiliario aún en pie ofrecían buena muestra del gusto historicista reinante en la aristocracia europea de finales del siglo XIX:
- la gran sala de estar de estilo renacentista estaba provista de una copia de un famoso artesonado del Château de La Palice, y una réplica de calidad: el friso decorativo y el medallón central " cuya mano de obra recuerda el estilo de Jean Goujon » son antiguas - de la monumental chimenea de piedra y mármol atribuida a Germain Pilon del Château de Villeroy (Museo del Louvre). Los artesonados y las puertas están inspirados en la carpintería del Château d'Écouen y las sedas de las paredes fueron tejidas en Lyon sobre modelos del XVI XVI . ;
- el manto de la chimenea del comedor del mismo estilo recibió, como en las grandes residencias aristocráticas de la época, una estatua ecuestre en bajorrelieve que representa a Paul-Émile Pozzo di Borgo, comandante de las tropas pontificias de Córcega, rodeada de tapices antiguos;
- Además de estas dos salas, las fotografías muestran el "Salón Luis XV" con muebles de esta época, el retrato del primer duque de John Hayter y efigies del siglo XVIII de miembros de la familia aliada de Montesquiou . ;
- la biblioteca Empire que contiene muebles del estudio parisino de Charles-André Pozzo di Borgo ; su chimenea tenía el par de jarrones de la fábrica de porcelana de San Petersburgo ofrecidos por el zar Alejandro I al hombre que fue embajador de Francia en Rusia durante diecisiete años, y se convirtió en conde ruso hereditario y general de la infantería rusa en 1828; un retrato del zar y el del duque de Richelieu, ministro de la Restauración.[7]

Este conjunto decorativo desapareció a causa de las ventas de muebles deseadas por el último propietario.